# Neumunster Challenger 1997
Il Neumunster Challenger 1997 è stato un torneo di tennis facente parte della categoria ATP Challenger Series nell'ambito dell'ATP Challenger Series 1997. Il torneo si è giocato a Neumünster in Germania dal 3 al 9 novembre 1997 su campi in sintetico indoor.

## Vincitori

### Singolare
Dick Norman ha battuto in finale  John van Lottum con il punteggio di 6–7, 7–6, 7–6

### Doppio
John-Laffnie de Jager /  Chris Haggard hanno battuto in finale  Lars Burgsmüller /  Markus Hantschk con il punteggio di 6–3, 6–1